# Nevermore
Nevermore — американская метал-группа из Сиэтла, образованная в 1994 году.

## История
Группа была образована в Сиэтле в 1994 году после распада группы Sanctuary, где играли несколько её участников. В первый состав «Nevermore» вошли вокалист Уоррел Дэйн, басист Джим Шеппард, гитарист Джефф Лумис и барабанщик Ван Вильямс. Подписав контракт с «Century Media», группа начала также своё длительное сотрудничество с продюсером Нилом Керноном, имевшим значительный опыт работы с такими командами как Dokken, Judas Priest и Queensryche.
Выпустив в 1995-м одноимённый альбом, Nevermore отправились сопровождать Death в американском туре и Blind Guardian — в европейском. Вскоре в коллективе появился ещё один гитарист — Пэт О’Брайен из «Monstrosity», дебютировавший на EP 1996 года «In memory».
Релиз, представлявший собой несколько каверов и переработанный материал Sanctuary, получил положительные отзывы со стороны и слушателей, и критиков. В том же году группа издает полноформатный альбом «Politics of Ecstasy». На нем наиболее полно проявились талант О’Брайена, Лумиса и Вильямса. Однако Пэт недолго пробыл в коллективе и ушёл в Cannibal Corpse. На его место был приглашен давний друг «Nevermore» и бывший участник Forbidden Тим Калверт. Тим, помимо исполнения гитарных партий, внёс свой вклад в написание песен. Его композиторский дар вполне проявился на концептуальном альбоме 1999 года «Dreaming Neon Black». Пластинка была посвящена погружению человека в безумие с последующим самоубийством после таинственной смерти его любимой женщины. Диск получил положительные отзывы от прессы: ряд изданий назвали «Dreaming…» альбомом года. За ним последовали напряжённые гастроли с Mercyful Fate по США и с Iced Earth по Европе. В заключение тура группа посетила Австралию.
Частые переезды и бесконечные концерты вывели из равновесия Тима Калверта, и он был вынужден покинуть группу. Оставшись вчетвером, Nevermore наняли нового продюсера, Энди Снипа (Machine Head, Testament, Kreator) и отправились готовить очередной альбом в техасскую студию «Village studios». Новый релиз, «Dead Heart In A Dead World» оказался в списках некоторых рок-изданий среди претендентов на звание лучшего альбома. В поддержку альбома группа отправляется в европейский тур, в рамках которого Nevermore посетили Wacken Open Air, Dynamo, With Full Force.
Последующие два года Nevermore проводят на гастролях, разделяя концертные площадки с такими коллективами как Arch Enemy, In Flames, Shadows Fall, Opeth, Angel Dust, Savatage. К студийной работе группа вернулась в 2003-м, записав с продюсером Келли Грэем (Queensryche, Dokken) очередной альбом, «Enemies Of Reality».
21 апреля 2011 года одни из основателей группы, гитарист Джефф Лумис, и барабанщик Ван Вильямс покинули Nevermore из-за личных и музыкальных разногласий и объявили, что больше никогда не будут выступать с остальными участниками. Вокалист Уоррел Дэйн заявил, что NEVERMORE стала «величайшей группой, которую сгубил алкоголь» (ориг. «NEVERMORE… the greatest band that alcohol ever ruined»).
13 декабря 2017 Дейн умер от сердечного приступа, находясь в Сан-Паулу во время записи своего второго сольного альбома, что исключает возможность воссоединения Nevermore когда-либо.

## Интересные факты
- У вокалиста Nevermore Уоррела Дэйна русские корни: его бабушка и дедушка по материнской линии были москвичами. В детстве музыкант свободно разговаривал по-русски[5].
- Уоррел Дэйн учился на оперного певца, однако, по его словам, классическое образование было нужно только чтобы «натренировать связки и оставаться в хорошей форме долгие годы»[5].
- Изначально планировалось включить в альбом The Obsidian Conspiracy композиции Crystal Ship (The Doors — Cover) и Transmission (The Tea Party — Cover) но, в конечном итоге, на диск они не попали.

## Состав
| Последний состав - Уоррел Дэйн — ведущий вокал (1992—2011; умер в 2017) - Джефф Лумис — гитара, бэк-вокал (1992—2011) - Джим Шеппард — бас-гитара (1992—2011) - Ван Вильямс — ударные (1994—2011) | Бывшие участники - Марк Аррингтон — ударные (1992—1994) - Пэт О’Брайен — гитара (1996—1997) - Тим Калверт — гитара (1997—2000; умер в 2018) - Стив Смит — гитара (2004—2006) | Концертные участники - Карран Мёрфи — гитара (2000—2001, 2003—2004) - Адам Гарднер — перкуссия (1995—1996) - Джеймс Макдонау — бас-гитара (2006) - Крис Бродерик — гитара (2001—2003, 2006—2007) - Тим Джонстон — бас-гитара (2007) - Аттила Вёрёш — гитара (2010—2011) - Дагна Силезия — бас-гитара (2011) |

## Дискография

### Студийные альбомы
- Nevermore (1995)
- The Politics of Ecstasy (1996)
- Dreaming Neon Black (1999)
- Dead Heart in a Dead World (2000)
- Enemies of Reality (2003)
- This Godless Endeavor (2005)
- The Obsidian Conspiracy (2010)

### Мини-альбомы
- In Memory (1996)

### Демо
- Utopia (1992)
- 1994 Demo (1994)

### Сборники и бокс-сеты
- In Memory / Dreaming Neon Black (2000)
- Nevermore / The Politics of Ecstasy (2001)
- Manifesto of Nevermore (2009)
- Original Album Collection (2015)
- The Complete Collection (2018)